# Arreh Fūrg
Arreh Fūrg (persiska: ارفورک, Arfūrk, اره فورگ) är en ort i Iran.   Den ligger i provinsen Khorasan, i den östra delen av landet, 900 km öster om huvudstaden Teheran. Arreh Fūrg ligger 1 719 meter över havet och antalet invånare är 148.
Terrängen runt Arreh Fūrg är kuperad västerut, men österut är den platt. Runt Arreh Fūrg är det glesbefolkat, med 12 invånare per kvadratkilometer. Närmaste större samhälle är Fūrg, 1,8 km sydväst om Arreh Fūrg. Trakten runt Arreh Fūrg är ofruktbar med lite eller ingen växtlighet.